# Symbole de Pochhammer
En mathématiques, le symbole de Pochhammer est une fonction spéciale utilisée en combinatoire et en théorie des fonctions hypergéométriques. Cette notation a été introduite par Leo Pochhammer. Elle sert à dénoter la factorielle croissante et la factorielle décroissante.

## Notation
Le symbole qui représente cette fonction est employé dans plusieurs variantes :
{\displaystyle x^{(n)}} (entre autres en combinatoire)
{\displaystyle (x)_{n}} ou {\displaystyle (x,n)} (en analyse)
{\displaystyle (x^{n})} (autres usages)
En théorie des fonctions spéciales, on note par {\displaystyle (x)_{n}\,} la factorielle croissante (ou puissance montante)
{\displaystyle (x)_{n}=x(x+1)(x+2)\cdots (x+n-1)},
alors que le même symbole est utilisé en combinatoire pour représenter la factorielle décroissante (ou puissance descendante)
{\displaystyle (x)_{n}=x(x-1)(x-2)\cdots (x-n+1)=A_{x}^{n}}.
Pour éviter des confusions, on utilise fréquemment - et ce sera fait ici - le symbole {\displaystyle x^{(n)}} pour la factorielle croissante et
{\displaystyle (x)_{n}} pour la factorielle décroissante.
Enfin, il y a deux autres notations introduites par Ronald L. Graham, Donald Knuth et Oren Patashnik dans leur livre Concrete Mathematics, notations qui remontent respectivement à A. Capelli (1893) et à L. Toscano (1939). Ils écrivent
{\displaystyle x^{\overline {n}}={\frac {(x+n-1)!}{(x-1)!}}},
pour la factorielle croissante, et
{\displaystyle x^{\underline {n}}={\frac {x!}{(x-n)!}}}
pour la factorielle décroissante.
Exemples (avec les notations utilisées en combinatoire) :
- {\displaystyle (9)_{4}=9^{\underline {4}}=9\times 8\times 7\times 6=A_{9}^{4}}
- {\displaystyle 9^{(4)}=9^{\overline {4}}=9\times 10\times 11\times 12}

## Définition et usage (notations utilisées en combinatoire)
On note
{\displaystyle x^{(n)}=x(x+1)(x+2)\cdots (x+n-1)}
la factorielle croissante et
{\displaystyle (x)_{n}=x(x-1)(x-2)\cdots (x-n+1)}
la factorielle décroissante.
Si {\displaystyle x} et {\displaystyle n} sont des entiers, on a :
{\displaystyle x^{(n)}={(x+n-1)! \over (x-1)!}} pour la factorielle croissante, et
{\displaystyle (x)_{n}={x! \over (x-n)!}} pour la factorielle décroissante.
Le produit vide {\displaystyle x^{(0)}} ou {\displaystyle (x)_{0}} est défini comme étant égal à 1 dans les deux cas. On peut étendre la définition à des valeurs non entières de n par
{\displaystyle x^{(n)}={\Gamma (x+n) \over \Gamma (x)}} pour la factorielle croissante,
{\displaystyle (x)_{n}={\Gamma (x+1) \over \Gamma (x-n+1)}} pour la factorielle décroissante.
D’après les propriétés de la fonction Gamma, cette définition est cohérente avec celle pour les valeurs entières de n.

## Propriétés
Les factorielles croissantes et décroissantes sont liées aux coefficients binomiaux par les relations suivantes :
{\displaystyle {\frac {x^{(n)}}{n!}}={x+n-1 \choose n}=\Gamma _{n}^{x}\quad {\mbox{et}}\quad {\frac {(x)_{n}}{n!}}={x \choose n}=C_{x}^{n}.}
Par conséquent, de nombreuses identités sur les coefficients binomiaux se transportent aux factorielles croissantes ou décroissantes.
Une factorielle croissante s'exprime comme une factorielle décroissante à partir de l'autre bout :
{\displaystyle x^{(n)}={(x+n-1)}_{n}.}
Ceci est un cas particulier de la relation :
{\displaystyle {(-x)}^{(n)}={(-1)}^{n}{(x)}_{n}.}
entre factorielles croissantes et décroissantes.
Observons que les factorielles croissantes et décroissantes sont définies dans tout anneau, donc l'élément {\displaystyle x} peut être par exemple un nombre complexe, un polynôme ou toute fonction à valeur complexe.

## Lien avec le calcul ombral
La factorielle décroissante apparaît dans une formule qui permet de représenter un polynôme en utilisant l'opérateur de différence {\displaystyle \Delta }, qui est similaire à la formule de Taylor en analyse. Dans cette formule, la factorielle décroissante {\displaystyle (x)_{k}} joue le rôle, dans le calcul des différences finies, du monôme {\displaystyle x^{k}} en calcul différentiel. Remarquons par exemple la similitude entre
{\displaystyle \Delta ((x)_{k})=k\cdot (x)_{(k-1)}}
et de
{\displaystyle D(x^{k})=k\cdot x^{k-1}}
où {\displaystyle D} désigne l'opérateur de dérivation des polynômes.
L'étude d'analogies de ce type est connue sous le nom de calcul ombral. Une théorie générale qui couvre de telles relations est donnée par la théorie des suites de Sheffer. Les factorielles croissantes et décroissantes sont de telles suites, et vérifient :
{\displaystyle (a+b)^{(n)}=\sum _{j=0}^{n}{n \choose j}(a)^{(n-j)}(b)^{(j)}}
{\displaystyle (a+b)_{n}=\sum _{j=0}^{n}{n \choose j}(a)_{n-j}(b)_{j}}

## Coefficients de connexion
Comme les factorielles décroissantes forment une base de l'anneau des polynômes, on peut exprimer le produit de deux factorielles comme combinaison linéaire de factorielles. La formule est :
{\displaystyle (x)_{m}(x)_{n}=\sum _{k=0}^{m}{m \choose k}{n \choose k}k!\,(x)_{m+n-k}.}
Les coefficients de {\displaystyle (x)_{m+n-k}} sont appelés les coefficients de connexion. Ils ont une interprétation combinatoire : c'est le nombre de façons de fusionner {\displaystyle k} éléments pris dans un ensemble à {\displaystyle m} éléments et {\displaystyle k} éléments pris dans un ensemble à {\displaystyle n} éléments.

## q-symbole de Pochhammer
Il existe un équivalent du symbole de Pochhammer dans les q-séries : le q-symbole de Pochhammer, défini comme suit.
{\displaystyle (a;q)_{n}=\prod _{k=0}^{n-1}(1-aq^{k})=(1-a)(1-aq)(1-aq^{2})\cdots (1-aq^{n-1})}
avec
{\displaystyle (a;q)_{0}=1}.